# Bộ tứ mã của Thánh Máccô

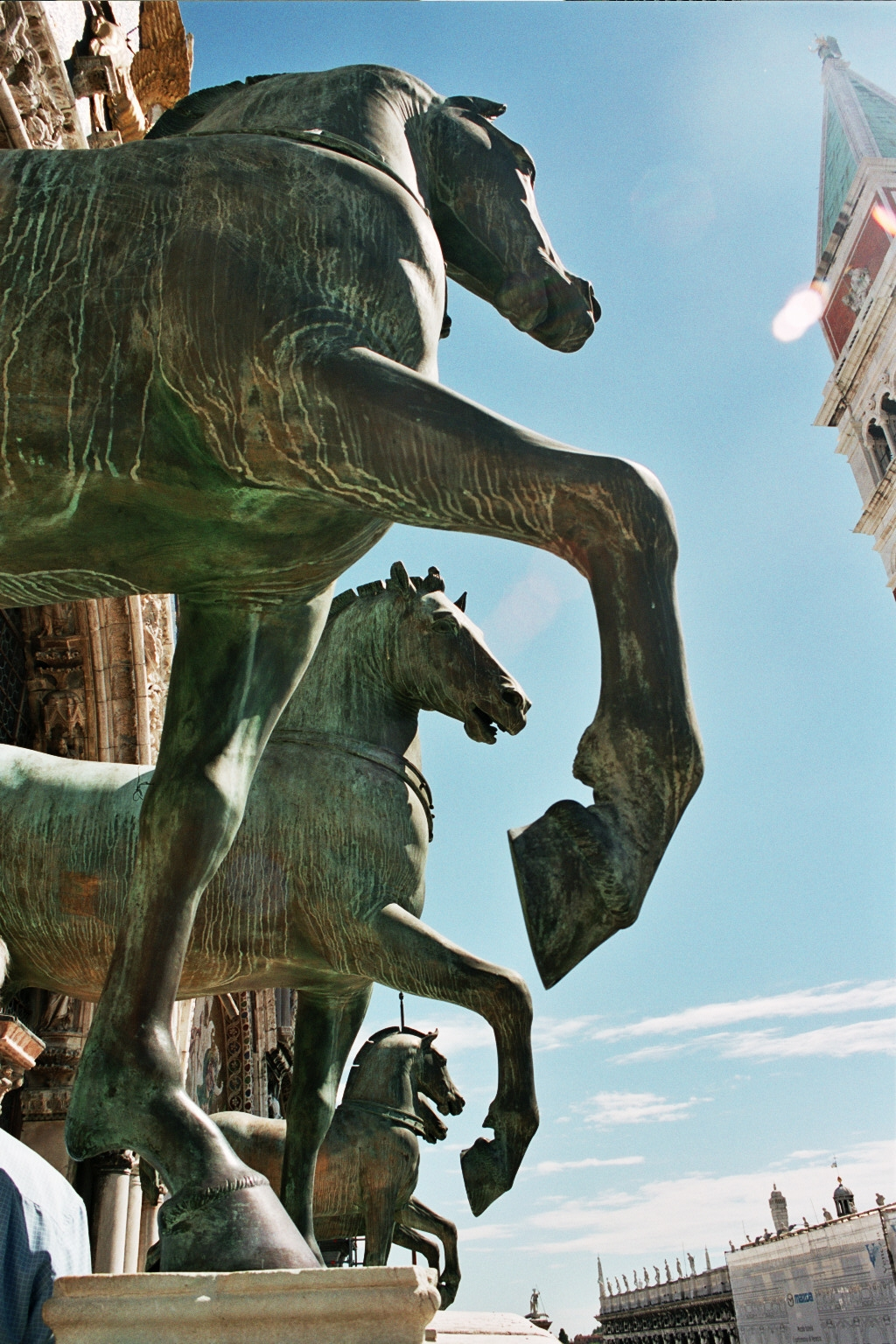
Bản sao Bộ tứ mã của thánh Marco

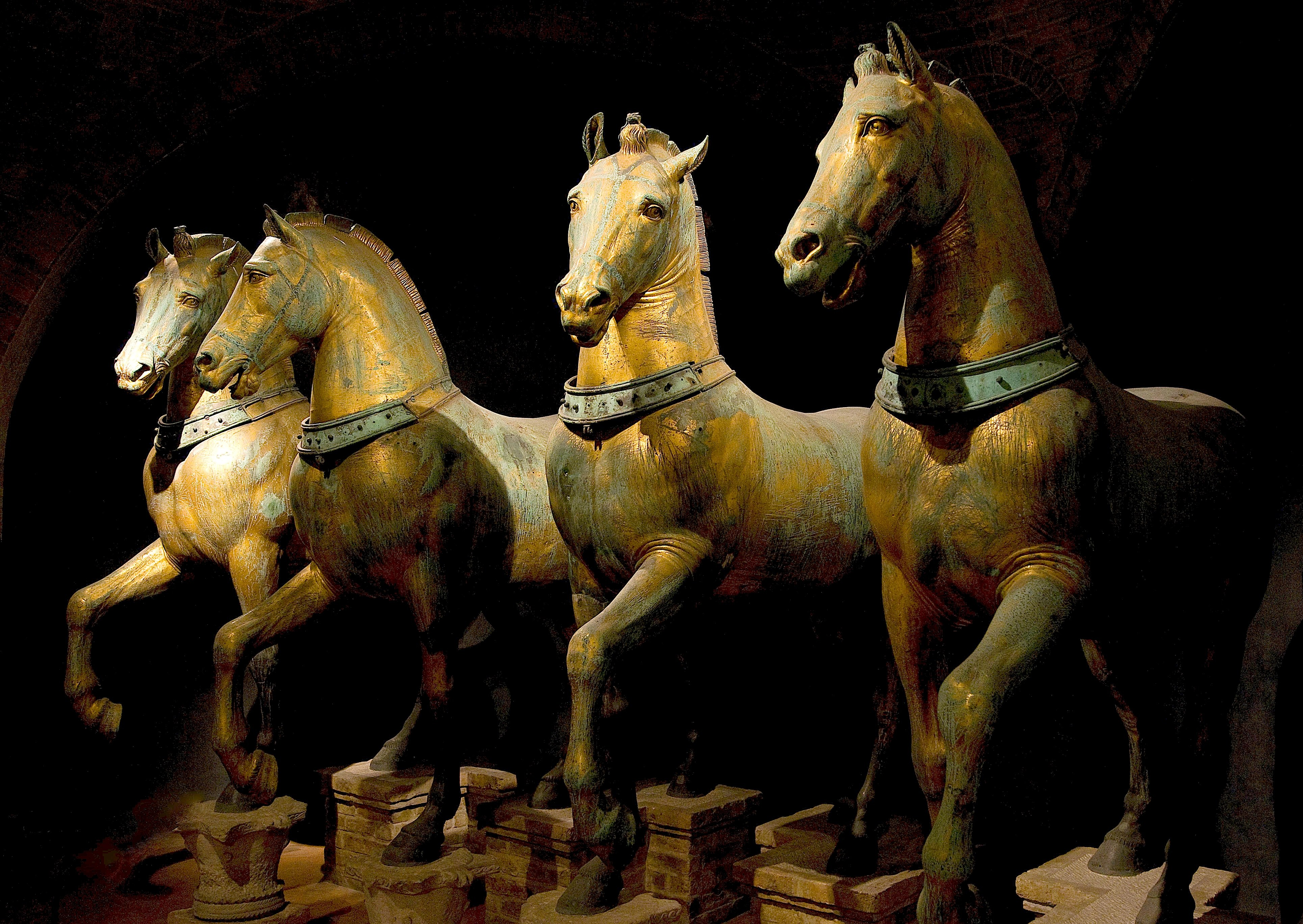
Bản gốc Bộ tứ mã trong bảo tàng viện

Bộ tứ mã của thánh Marco (tiếng Ý: Cavalli di San Marco), (còn được gọi là Triumphal Quadriga) là một bộ tượng bằng đồng điếu La Mã, gồm bốn con ngựa, ban đầu là một phần của tượng đài mô tả một chiếc xe được vận chuyển bởi bốn con ngựa được dùng cho những cuộc đua xe ngựa. Các con ngựa được đặt tại mặt tiền, trên hiên nhà trước cổng của Vương cung thánh đường Thánh Máccô, ở Venezia, miền bắc nước Ý sau trận cướp phá Constantinople vào năm 1204. Chúng tồn tại ở đó cho đến khi bị Napoleon lấy đi vào năm 1797 nhưng đã được trả lại năm 1815. Các tác phẩm điêu khắc này được gỡ bỏ từ mặt tiền và được đặt trong nội thất của thánh đường Thánh Máccô với mục đích để bảo tồn, với các bản sao được đặt ở vị trí cũ của chúng trên hiên nhà.

## Lịch sử

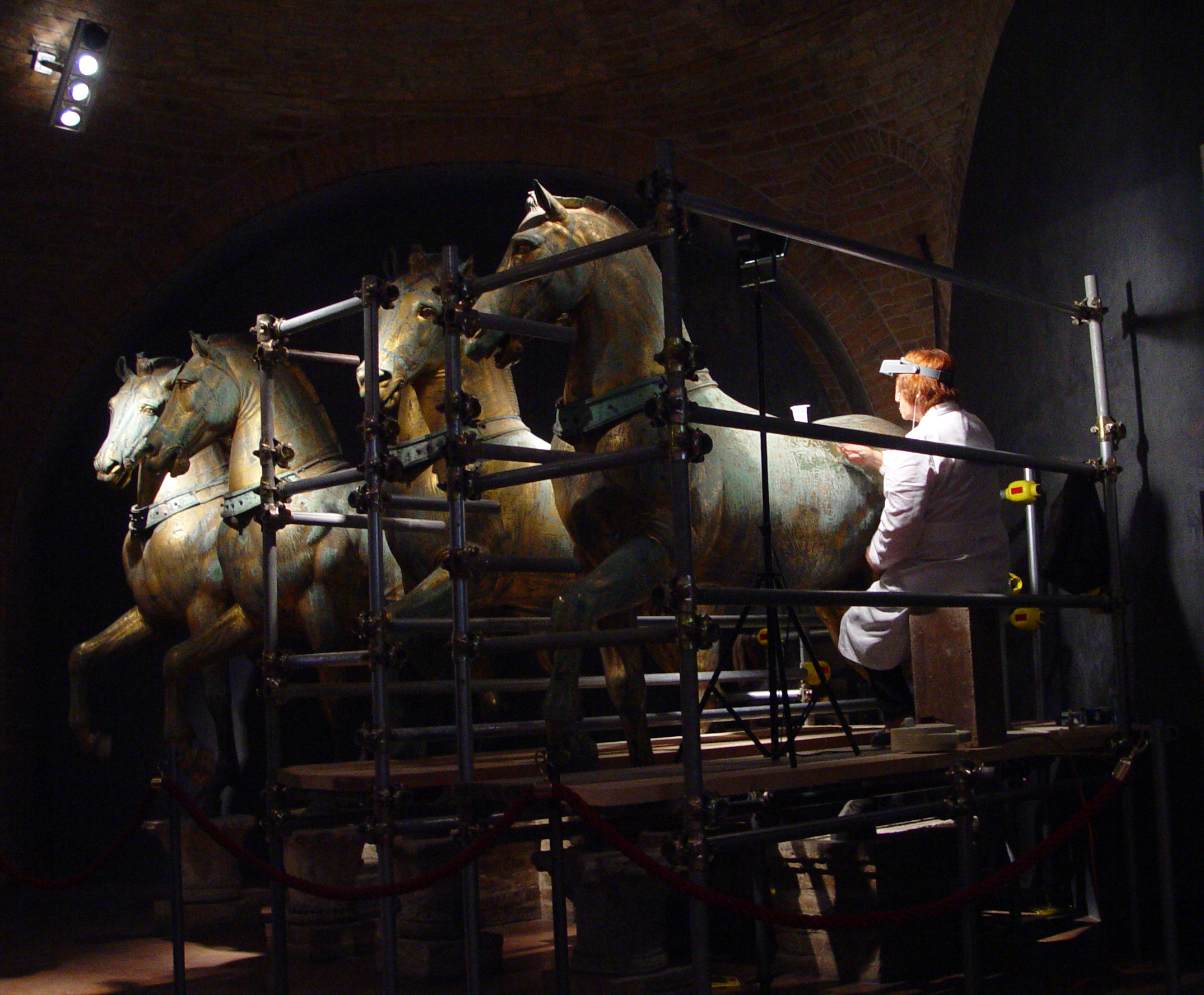
Bảo tồn Bộ tứ mã của thánh Marco.